# 小西徹郎
小西 徹郎（こにし てつろう、1968年6月6日 - ）は山口県生まれの演奏家・作曲家・随筆家。

## 来歴
1968年生まれ、育ちは山口県下松市。幼少期からトランペットを始める。父親の薦めでジャズを聴いていたが思春期になるとロックにも目覚めていった。吹奏楽をしていたことから高校時代に聴いたドビュッシーをきっかけに近代フランス音楽に惹かれていった。その後、現代クラシック、アバンギャルド、電子音楽へと傾倒していった。高校二年生の時に旺文社主催 学芸科学コンクール音楽部門で「アルトリコーダーのための音楽」が銅賞受賞した。審査結果が学校に届いた日の夕方にコンクール事務局長から直接電話があり、審査員だった冨田勲が「この子の将来を楽しみにしていましょう」と小西の作品を推したことを知り、シンセサイザーや電子音楽に興味を持つようになった。その後電子音楽のための作曲をするようになり、DAWによる作曲の始まりとなった。このことは季刊音楽の世界2016年夏号にて語られている。1987年、高校卒業後、上京し作曲の勉強に励んでいたが、父が病の為一年で山口県に戻り1988年に徳山大学経済学部経営学科に入学。1992年の大学卒業後は音楽の道には進まずセブン&アイ・ホールディングスに就職するが2005年に退社し音楽家へと転向した。

## 経歴
本格的な活動に入ったのは2005年。2006年に渡独しフランクフルト、ベルリンで演奏活動を行った。DAWによる作品が多く、2007年から現代舞踊、舞踏など、舞台作品の音楽を手がける。2010年からは、DAWによる音楽制作のみならず、トランペットを演奏しながら舞台の一演者となることが増える。その他では、楽曲提供や、雑誌などでの執筆活動も行う。また、現代美術家との交流やコラボレーションから音以外の視覚や空間も音楽と捉えるようになった。コラボレーションに於いては、海外の音楽制作者との作品がベルギーのOff-Record label、ドイツのPeacelounge recordings、Jazz-O-Tech Records等、ヨーロッパを中心とした海外のレコードレーベルからリリースされている。また、舞台の音楽のみならずNHKラジオ第1やNHKスペシャルなどラジオやテレビ番組にも楽曲提供している。フィンランドの映画監督 ミカ・カウリスマキ(Mika Kaurismäki)の2020年公開映画「Gracious Night（原題：Yö armahtaa）」と2022年公開の「The Grump: In Search of an Escort」（原題 : Mielensäpahoittaja Eskorttia etsimässä）へ楽曲提供した。
2011年、小西は日本音楽舞踊会議 作曲部会の会員となった。きっかけはサロンコンサートの録音現場で仕事をしていた小西が、作品を出品していた作曲家、橘川琢と出会ったことだった。意気投合した小西と橘川は交流を深め、理事であった橘川の推薦を経て会員となった。日本音楽舞踊会議発刊の月刊音楽の世界、季刊音楽の世界で執筆を始めたのも橘川の計らいによる助川敏弥の勧めからであった。また、コンサートや録音でも小西はトランペット奏者として橘川作品の初演をしており、アンビエント・トランペットとピアノによる「想風歌」Op.65(2015)をすみだトリフォニーホール（小ホール）日本音楽舞踊会議「作曲部会コンサート」にて演奏している（2015年5月14日 初演）。ベルギーのOff-Record labelからリリースされた橘川作品「橘川琢ー四季響花Ensemble／風の四季Vol.1《夏》」の演奏と録音も担当している。

## 演奏スタイル・音楽性
2004年からトランペットによる即興演奏に於いてデジタルリヴァーブとディレイ等のエフェクターを使用し始める。トランペット独奏スタイルで世界観を追求し始めるとDAWによる制作から離れていった。それと同時に、サウンドスケープへの興味からトランペット独奏とサウンドスケープという音楽への取り組みを始める。その後、サウンドスケープへの関心は更に深まり、サウンドスケープ研究・音楽学者、田中直子のワークショップに積極的に参加している。小西は田中直子のワークショップから感性の更なる可能性に気づき、自身の音楽を更に深めていった。また演奏技術においては、マウスピース（歌口）による鳥や動物の鳴き声、マウスピースを楽器に装着した状態でマウスピースを掌で叩く、下唇の代わりに舌を使用し尺八のような音にする、楽器の抜き差し管を外して演奏する、楽器に息を吹き込み風の音を表現する、など単旋律の音楽から特殊奏法を使用した音楽にも音楽性を広げていった。2012年3月12日、日本音楽舞踊会議主催公演 「動き、所作、舞踊と音楽」にて自作品「Talk to me for Trumpet Solo」を彼自身の演奏で初演。調性のある旋律は存在せず、特殊奏法をふんだんに盛り込み、深い残響を取り入れた作品であった。この公演の懇親会の席で助川敏弥は小西の作品と演奏について「地獄のトランペット、悪魔の小西」と冗談交じりに揶揄ったが、小西はそのことが嬉しく、高く評価されたと捉えている。また、北條直彦は「今まで聴いたことがないアプローチだ」と述べた。助川の「地獄、悪魔」という言葉は特殊奏法とデジタルリヴァーブによる音響効果がそう感じさせたからである。2016年からは現行のスタイルを継続しながら2018年5月26日に神田川で行われた都市楽師プロジェクト等、アンプラグドでの演奏も再開している。また、コラボレーション作品に於いてはアンビエント、テクノ、ラウンジ・ミュージック等の電子音楽にトランペットの即興演奏を加えていくスタイルで行われており、録音に於いてもデジタルリヴァーブとディレイを取り入れたサウンドになっている。
2020年からは映画の音楽制作をきっかけに、トランペット独奏スタイルの音楽から再びDAWによる音楽制作を盛んにするようになった。それらの作品は映画を意識したものとなっており、ポストミニマル、アンビエントとポップ、民族音楽や民謡が融合した音楽世界になっているものが多い。小西が再び録音作品に力を入れ始めた背景には新型コロナウイルス感染拡大によるライブ・パフォーマンスの機会が無くなってしまったことが大きな原因であると、小西も季刊「音楽の世界」2020年春号、夏号、秋号でも執筆を通じて語っている。

## 活動
- 2007年
  - 韓国 大邱 啓明大学校　張有環ダンスカンパニーの第21回の音楽[6]（作曲・出演）。
  - 韓国第38回Gumi City Dance Company（Kim Yong Chul 主宰）公演の音楽（作曲）。
- 2010年　フランス大使館 "No Man's Land"枯山水サラウンディング×KENZOKIライブ出演。
- 2011年　文化庁平成23年度時代の文化を創造する新進芸術家育成事業現代舞踊新進芸術家育成 Project 2「時代を創る」 現代舞踊公演 清水フミヒト振付作品「FLOWER」の音楽、舞台出演
- 2012年　福島現代美術ビエンナーレ2012”SORA”にパフォーマンスアート作品を出展（作曲・演奏・演出）
- 2013年
  - 新宿リビングデザインセンターOZONE　パイオニア株式会社「私の家時間〜秋を楽しむ5つのヒント」の会場音楽。（楽曲提供）
  - 公益財団法人 東京都歴史文化財団トーキョーワンダーサイト　トーキョーエクスペリメンタルフェスティバル8にパフォーマンス作品を出展。[7]（作曲・出演）
  - コシノヒロコ 2014 Spring & Summer 東京コレクションの音楽（楽曲提供）
- 2014年
  - 文化庁（社）現代舞踊協会主催の「新進舞踊家海外研修員による現代舞踊公演」の音楽、（作曲・出演）
  - 枯山水サラウンディング　蟲聴きの会2014展示会編 （五感で感じる都市のなかの自然）への出演[8]。
- 2015年
  - 公益財団法人　岡山市スポーツ・文化振興財団/岡山市主催
    - 岡山市芸術祭「駅舞」の音楽制作と音楽監督（作曲・監修）。
    - 水と緑のアートプロジェクト出演（作曲・トランペット演奏）。
- 2018年
  - 東京ワンダーアンダー　ミズベリングプロジェクト　出演（トランペット演奏）。
  - 都市楽師プロジェクト　名橋たちの音を聴く　出演（トランペット演奏）。

プロデュース
- 2010年　平成22年度文化庁芸術祭参加公演「花岡陽子フラメンコ公演”Pasa la vida”」とKENZOとのコーディネート[9]。
- 2013年　公益財団法人　岡山市スポーツ・文化振興財団/岡山市主催「水と緑のアートプロジェクト25AIR」。

ワークショップ・講演
- 2011年　ワークショップ「伝え合う喜び 自分を楽しく表現してみよう」[10]

映画・映像への楽曲提供、制作
- 2014年　NHKラジオ第1番組「ドキュメント 熱投1398球～中京VS崇徳50イニングの攻防～」（ドキュメンタリー）
- 2015年　NHKスペシャル「阪神・淡路大震災20年目の警告」（ドキュメンタリー）
- 2020年　ミカ・カウリスマキ監督「Gracious Night」（原題：Yö armahtaa）への楽曲提供（映画）
- 2022年　ミカ・カウリスマキ監督「The Grump: In Search of an Escort」（原題：Mielensäpahoittaja Eskorttia etsimässä）への楽曲提供（映画）
- 2024年　ミカ・カウリスマキ監督「Mielensäpahoittajan Rakkaustarina」(原題)英語タイトルは「Long Good Thursday」[11]日本語タイトルは「頑固じいさんと愛の物語」[12]の音楽担当（映画）

執筆
- 2011年 - 月刊音楽の世界、季刊音楽の世界への執筆。「福島日記」「人・アート・思考塾」「風の放浪記」「The Eyes」「音楽と私」（連載）。
- 2014年　管楽器マガジン ブラストライブ「THE ART WALL」連載。
- 2015年　音楽之友社　「これでOK! 打楽器メンテナンス〜コンサートパーカッションのチューニングと調整〜」田中覚:著の執筆協力[13]。

## ディスコグラフィー
以下、参加作品含む
- 2007年
  - Kra / "Creatures" (King Records)
  - 関 俊彦 / ”SANZO SONG COLLECTION RELOADED” (Frontier Works Inc)
- 2010年
  - Firo / "Tender grain" （涼音堂茶舗）
  - Echolocation / (Compilation)"Early morning breaks Vol.2" (Peacelounge recordings)
- 2011年　Echolocation / (Compilation)"Early morning breaks Vol.3" (Peacelounge recordings)
- 2012年　Echolocation/ "Platinum Wunderland" (Peacelounge recordings)
- 2013年
  - Echolocation / "Klassik Lounge werk 11"(Klassik Radio)
  - MINDEX / "Integrity" (Loodma Recordings)
- 2014年　Why Sheep? / "Real times" (U/M/A/A Inc)
- 2015年
  - MORGEN WURDE /  "LETZTEN ENDES" (Off-Record label)
  - Tetsuroh Konishi / "Sleep On The Sofa" (Off-Record label)
  - Tetsuroh Konishi / "nanso"[14][15] (OKUNI Co.Ltd)
- 2017年　Ai Kisaragi×Tetsuroh Konishi /  "Moment Flow" (Off-Record label)
- 2018年
  - Tetsuroh Konishi / "Breathing of the wind"[16](Off-Record label)
  - MORGEN WURDE / "Als Je Zuvor" (Off-Record label)
  - Ai Kisaragi×Tetsuroh Konishi /  "Atmosphere" (Off-Record label)
- 2020年
  - MORGEN WURDE / "Fur Immer"[17](Off-Record label)
  - Morgen Wurde&Tis / "Vermacht" (MixCult Records)
  - "Grenzwellen"/(Compilation)"Grenzwellen Sieben" (Radio Hannover Grenzwellen)
  - Tetsuroh Konishi / "Inner winds"[18]Off-Record label)
- 2021年
  - Tetsuroh Konishi / "Tokyo Mindscape"(Off-Record label)
  - Morgen Wurde & Tis  feat. Tetsuroh Konishi / "Deutet" EP [19][20]（Jazz-O-Tech Records）
  - Tetsuroh Konishi / "Scenes"[21](Off-Record label)
- 2022年
  - Morgen Wurde&Tis feat Tetsuroh Konishi  "Visions20/21"（Compilation）（Jazz-O-Tech Records）
  - Morgen Wurde&Tis feat Tetsuroh Konishi  "This is Techno Jazz vol.2"[22]（Compilation）（Jazz-O-Tech Records）
  - Morgen Wurde  Tetsuroh Konishi  "Pop Ambient 2023 （Compilation）（KOMPAKT）
- 2023年
  - Tetsuroh Konishi / "Flight From Tokyo"[23][24](Off-Record label)
  - “Jazz On/Off-An Extensive Reminder “by Various Artist(Off-Record label)
  - Alinovsky  Tetsuroh Konishi “A Way”  EP(Off-Record label)
  - “Apoptose 2” （Compilation）(Off-Record label)
  - Shabaaz Mystik Tetsuroh Konishi “Find The River”(Off-Record label)
  - “Apoptose 3” （Compilation）(Off-Record label)
  - “Pop Ambient 2024“ （Compilation）"Hiernach" Morgen Wurde  Tetsuroh Konishi（Kompakt）
  - Tetsuroh Konishi “Peak Of Resonance”(Off-Record label)
  - “Apoptose 4” （Compilation）(Off-Record label)
- 2024年
  - “LUNGO I MARGINI DEL MONDO”[25] (Collaboration) (Grani Edizioni)
  - “No Longer Human” Antonio Tonietti [26](Collaboration)
  - “Yugen”[27](Collaboration) Gianluca Ceccarini Alessandro Ciccarelli Tetsuroh Konishi (Disasters By Choice)

## 主な受賞歴（音楽・エッセイ）
- 1985年　旺文社主催 全国学芸科学コンクール 作曲部門　銅賞
- 2007年　ハルモニア杯音楽コンクール  バンドアレンジ部門　審査員特別賞
- 2016年　第12回 文芸思潮 現代詩賞に”ピアニストの背中”  “黄土の声”  “記憶の葉”の３作品[28]がノミネートされた。
- 2016年　第12回 文芸思潮 エッセイ賞に”ネコ理論” [29]がノミネートされた。

## 所属団体
- 日本音楽舞踊会議　2011年より、同会理事
- 月刊音楽の世界、季刊音楽の世界編集部員
- 作曲家集団PORT　会員。
- 日本ポーランド協会　会員。
- 日本出版美術家連盟　賛助会員。